# Gouvernement Ruiz-Gallardón I
 Communauté de Madrid
Leguina III Ruiz-Gallardón II
Le gouvernement Ruiz-Gallardón I est le gouvernement de la communauté de Madrid entre le 1er juillet 1995 et le 14 juillet 1999, durant la IVe législature de l'Assemblée de Madrid. Il est présidé par Alberto Ruiz-Gallardón.

## Composition
| Fonction                                                  | Titulaire | Titulaire              | Parti |
| --------------------------------------------------------- | --------- | ---------------------- | ----- |
| Président                                                 |           | Alberto Ruiz-Gallardón | PPM   |
| Conseiller à l'Économie et à l'Emploi                     |           | Luis Blázquez          | PPM   |
| Conseiller à l'Éducation et à la Culture                  |           | Gustavo Villapalos     | PPM   |
| Conseiller aux Finances                                   |           | Antonio Beteta         | PPM   |
| Conseiller à l'Environnement et au Développement régional |           | Carlos Mayor Oreja     | PPM   |
| Conseiller à la Politique territoriale et aux Transports  |           | Luis Eduardo Cortés    | PPM   |
| Conseiller à la Présidence                                |           | Jesús Pedroche         | PPM   |
| Conseillère à la Santé et aux Services sociaux            |           | Rosa Posada            | PPM   |